# Vevelstad
Vevelstad est une kommune de Norvège. Elle est située dans le comté de Nordland.

## Localités
- Åsmyra
- Forvika (65° 41′ 00″ N, 11° 58′ 00″ E)
- Hesstun (65° 42′ 00″ N, 12° 24′ 00″ E)
- Høyholm (65° 38′ 00″ N, 12° 22′ 00″ E)
- Stokka (65° 46′ 00″ N, 12° 34′ 00″ E)
- Vevelstad
- Visthus (65° 44′ 00″ N, 12° 36′ 00″ E)